# Ermita del Cristo de la Vera Cruz (Bercianos del Páramo)
La ermita del Cristo de las Eras es un templo católico situado en la localidad española de Bercianos del Páramo, provincia de León, comunidad autónoma de Castilla y León. Se encuentra en el norte de la localidad, en las cercanías de la calle San Pedro que conecta la localidad con San Pedro Bercianos.

## Descripción
Se trata de un edificio de planta rectangular, construido en ladrillo, que cuenta en su interior con un pequeño retablo donde descansa la imagen del Cristo de las Eras. 
Desde su construcción ha sido un referente para la localidad y para la vecina San Pedro Bercianos debido a la costumbre de tocar la esquila de la ermita cuando había tormenta para alejar el granizo de las plantaciones. Las puertas de la ermita se abren el 3 de mayo para celebrar la fiesta de la Santa Cruz y el 14 de septiembre con el Cristo.

## Galería

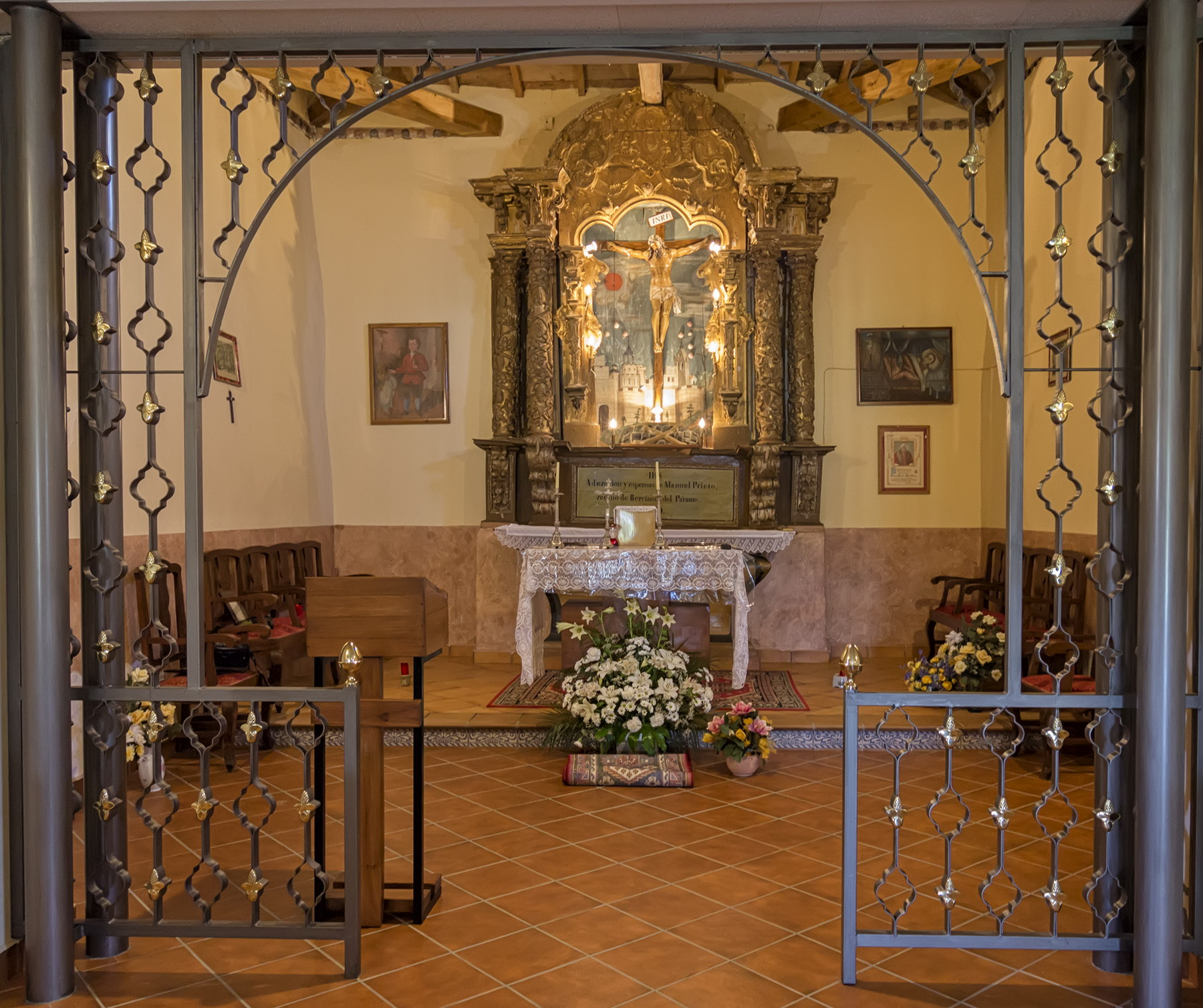
Retablo con la imagen del Cristo de las Eras
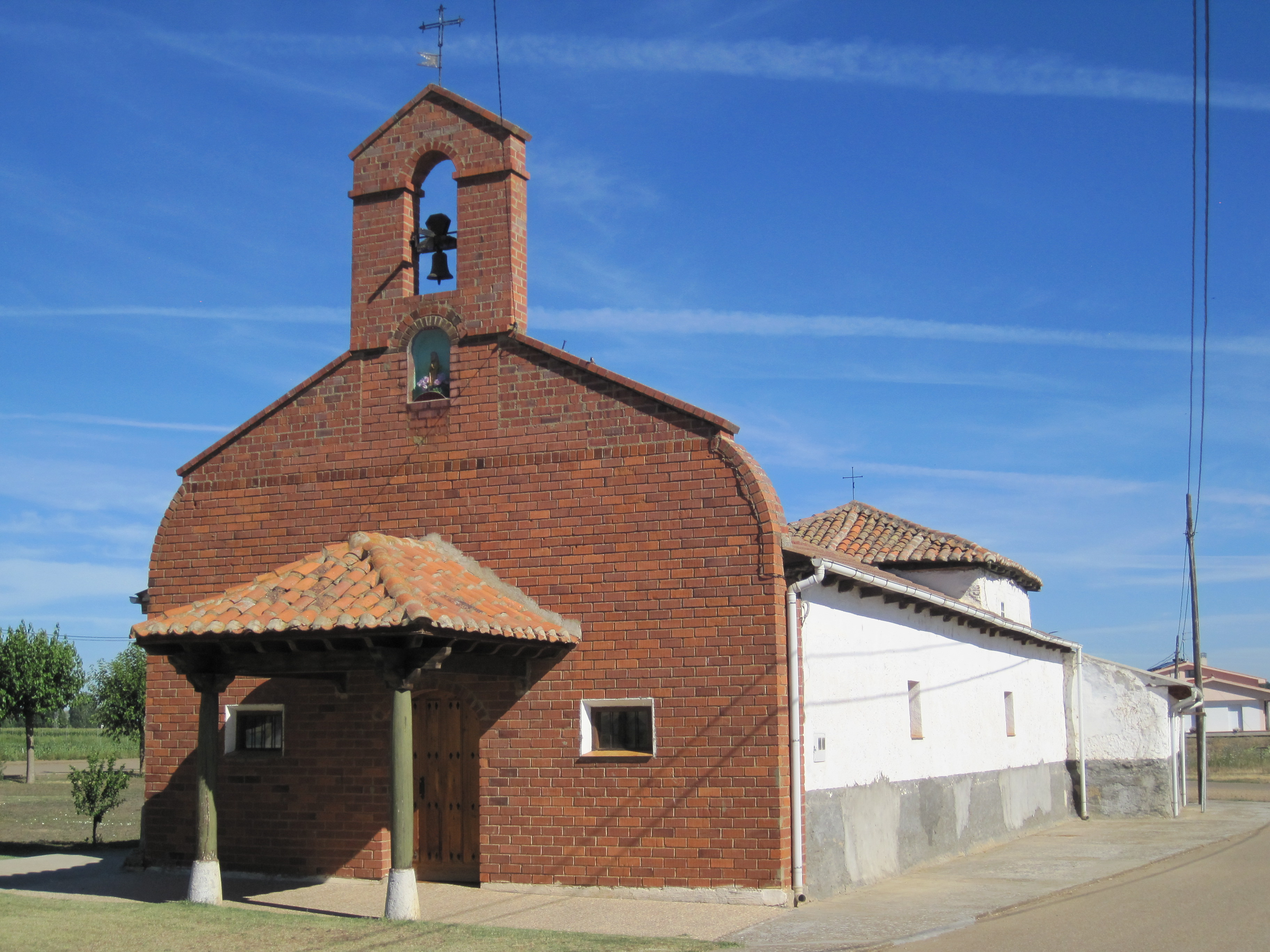
Vista de un lateral
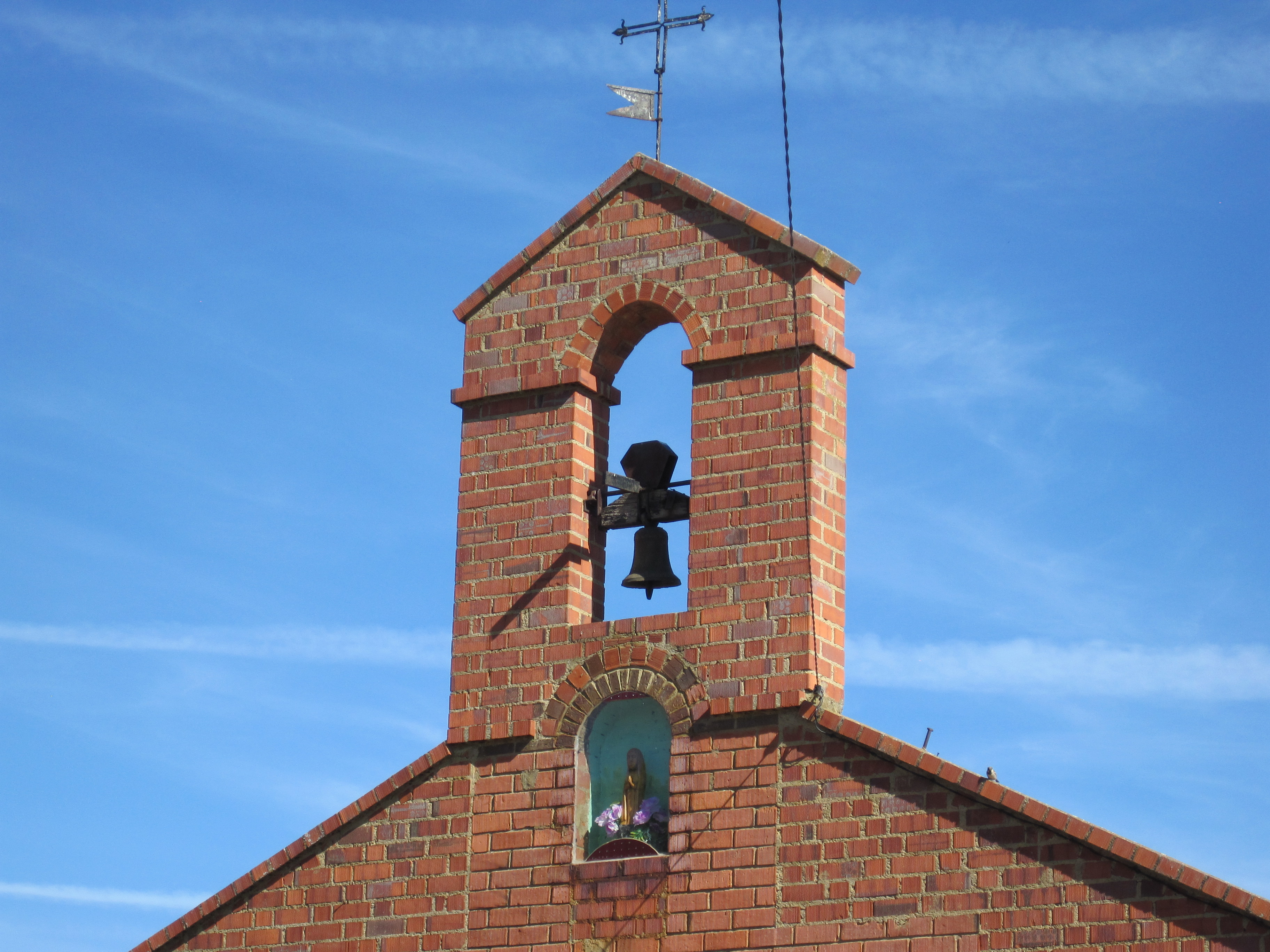
Esquila de la ermita